# Mundurejo
Mundurejo is een bestuurslaag in het regentschap Jember van de provincie Oost-Java, Indonesië. Mundurejo telt 6964 inwoners (volkstelling 2010).